# Колине
Колине (фр. Collinée) насеље је и општина у северозападној Француској у региону Бретања, у департману Приморје која припада префектури Денан.
По подацима из 2011. године у општини је живело 921 становника, а густина насељености је износила 130,45 становника/km². Општина се простире на површини од 7,06 km². Налази се на средњој надморској висини од 245 метара (максималној 305 m, а минималној 163 m).

## Демографија
| 1962. | 1968. | 1975. | 1982. | 1990. | 1999. | 2011. |
| ----- | ----- | ----- | ----- | ----- | ----- | ----- |
| 552   | 619   | 722   | 758   | 894   | 938   | 921   |

График промене броја становника у току последњих година